# Twarz
Twarz (Engelse titel: Mug) is een Poolse film uit 2018, geschreven en geregisseerd door Małgorzata Szumowska.

## Verhaal
Het verhaal is gebaseerd op ware gebeurtenissen: het ongeval van een jongeman op de bouwplaats van het 36 meter hoge standbeeld van Jezus in het Poolse dorp Świebodzin en diens daaropvolgende gezichtstransplantatie (de eerste in Polen). In beeld komen vooral de reacties van zijn omgeving (met name van zijn verloofde) op zijn nieuwe gezicht; vandaar de titel van de film: 'smoel'.

## Rolverdeling
| Acteur                | Personage     |
| --------------------- | ------------- |
| Mateusz Kościukiewicz | Jacek         |
| Agnieszka Podsiadlik  | Jaceks zuster |
| Malgorzata Gorol      | Dagmara       |
| Roman Gancarczyk      | Priester      |

## Release
Twarz ging op 23 februari 2018 in première op het internationaal filmfestival van Berlijn in de competitie voor de Gouden Beer.